# مرکز ارتباطی

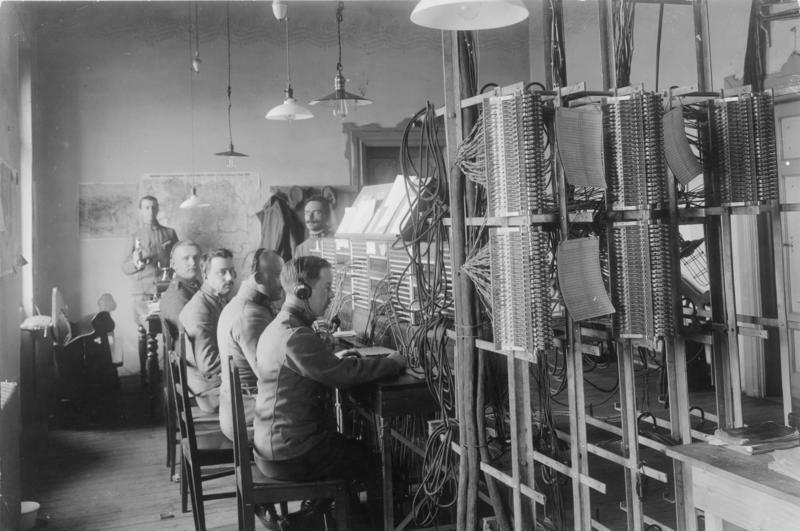
مرکز ارتباطی

در مخابرات، مرکز ارتباطی می‌تواند به معنای زیر باشد:
1. سازمانی که مسئول اداره و کنترل ترافیک مخابراتی است. این مرکز، معمولاً یک مرکز پیام و امکانات دریافت و انتقال دارد.
2. یک مجموعه مخابراتی که ۱) به عنوان گره شبکه مخابراتی کار کند ۲) برای کنترل فنی و اورهال مدارهای مبدا، انتقال، یا مقصد در گره تجهیز شده باشد ۳) ممکن است به عنوان مرکز پیام شبکه کار کند ۴) به عنوان دروازه کار کند.